# Сивцова, Мария Ивановна
Мария Ивановна Сивцова (Пустой шаблон {{ВД-Преамбула}} ) — советский хозяйственный деятель, Герой Социалистического Труда.
Член КПСС. Делегат XXV съезда КПСС.

## Биография
Родилась в 1935 году в селе Гумны.
В 1952—1964 — прицепщица, звеньевая по выращиванию кукурузы, доярка колхоза имени Калинина.
В 1964—1993 — заведующая молокотоварной фермой колхоза имени Калинина Краснослободского района Мордовской АССР.
Указом Президиума Верховного Совета СССР от 8 апреля 1971 года присвоено звание Героя Социалистического Труда с вручением ордена Ленина и золотой медали «Серп и Молот».
Живёт в Краснослободском районе Мордовии.

## Награды и звания
- Герой Социалистического Труда (08.04.1971)
- Орден Ленина (08.04.1971)
- Орден Трудового Красного Знамени (29.08.1986)